# Bernardo de Agén

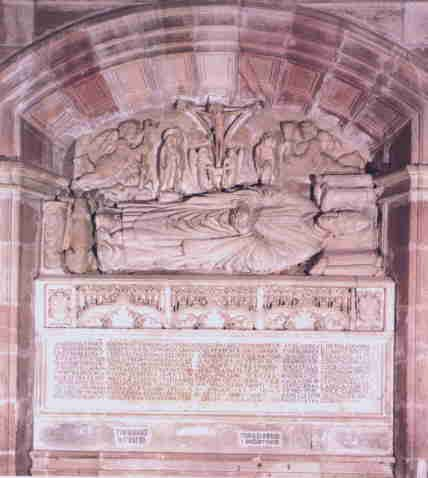
Sepulcre del bisbe Bernardo de Agén a la catedral de Sigüenza

Bernardo de Agén va néixer circa de 1080, a La Sauvetat de Savèra petit poble a la vora d'Agen, actual capital del departament d'Òlt i Garona, (França), va morir a Huertahernando, (Guadalajara) el 1152.

## Biografia
Bernardo de Agén va arribar molt jove a Castella, acompanyant els monjos cluniacencs, que imposarien el ritu romà a una població acostumada al ritu mossàrab. Va ser canonge de la Catedral de Toledo quan n'era arquebisbe Bernardo de Sedirac.
El 1118, la reconquista als almoràvits d'Alcalá de Henares per l'arquebisbe de Toledo i la presa de Saragossa per Alfons I d'Aragó i Pamplona va ser l'esperó perquè el futur rei Alfons VII, fill de la reina Urraca, voldgués recuperar totes les terres en el seu moment conquerides pel seu avi, Alfons VI i frenar l'avançament de les conquestes del rei aragonès a terres castellanes, ja que aquest en pocs anys havia conquerit Calataiud, Medinaceli, Sòria i Atienza; per aconseguir-lo es va recolzar en l'arquebisbe de Toledo, el qual va restaurar algunes antigues seus episcopals castellanes, encara en mans musulmanes, encarregant els seus bisbes la feina de reconquistar-les.
El 22 de gener de 1124 va reconquistar amb tropes castellanes l'alcassaba de Sigüenza. Aquesta població, en aquell moment, estava dividida en dos nuclis de població, quedant l'alcassaba i el nucli superior en mans de la corona i la inferior, a la vora de l'Henares, en mans del bisbe Bernando de Agén.